# Narthecura quadrilineata
Narthecura quadrilineata là một loài tò vò trong họ Ichneumonidae.